# Schlossbrauerei Neunkirchen

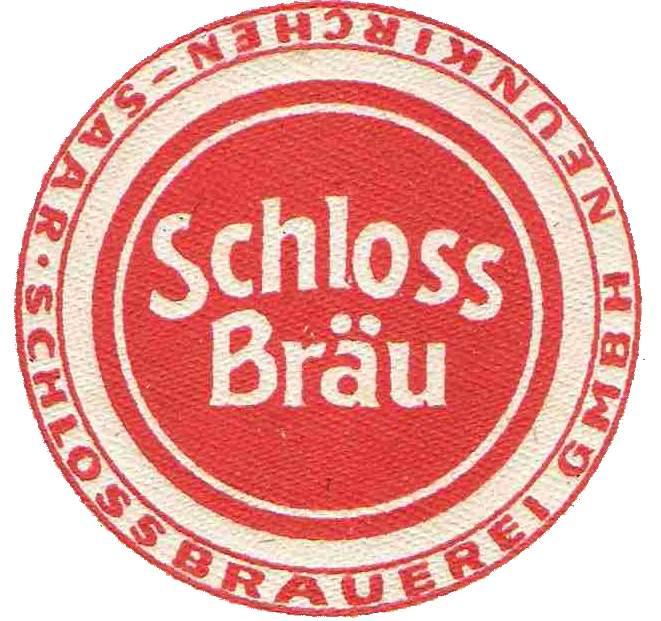
Logo

Die Schlossbrauerei Neunkirchen, auch Schloss-Brauerei Neunkirchen, vorm. Friedrich Schmidt, war eine Brauerei in Neunkirchen (Saar). Sie zählte zu den größeren Brauereien im Saarland. Die Brauerei war von 1838 bis 1997 tätig.

## Geschichte
Der Standort der Brauerei war stets in der Büchelstraße 7 (unweit des ehemaligen Schlosses Jägersberg in der Schloßstraße 20–24). Die Brauerei wurde 1838 durch Christian Jacob Schmidt gegründet. Dessen Enkel Otto Schmidt führte ab 1938 in Personalunion auch die Donnerbräu Aktiengesellschaft in Saarlouis. Nach seinem Tod 1944 übernahm seine Frau Else Schmidt-Klett die Leitung beider Brauereien. Eine Brauereiaußenstelle in Geislautern wurde 1951 geschlossen, da die Kriegsschäden umfangreiche Neuinvestitionen erfordert hätten.
1988 wurde das Unternehmen durch die Karlsberg Brauerei übernommen, die den Braustandort Neunkirchen 1997 schloss. Das Firmenarchiv ist im Stadtarchiv Neunkirchen überliefert.

## Ära Schmidt-Klett und Auswirkungen
Die Eheleute Otto Schmidt und Else Schmidt-Klett waren durch ihren Besitz der Schloss-Brauerei in Neunkirchen und der Donnerbräu in Saarlouis beiden Städten verbunden. Die Eheleute Dr. Schmidt-Klett vermachten testamentarisch den Städten Neunkirchen und Saarlouis ihren Privatbesitz, dessen Wert durch diverse Auktionen nach dem Tode von Frau Schmidt-Klett in Stuttgart 1954 auf rund 3,2 Millionen DM ermittelt wurde. Auflage war, das Geld langfristig und primär zur Verwendung für Kriegsopfer und -veteranen anzulegen. In Neunkirchen entstand dadurch die Schmidt-Klett-Stiftung, in Saarlouis wurde das mit Stand 2010 immer noch bestehende Altenheim gebaut.

## Galerie

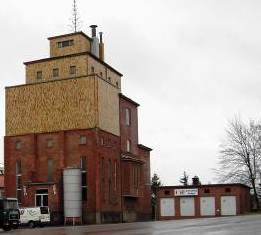
Die Reste der Brauerei mit Stand 2009
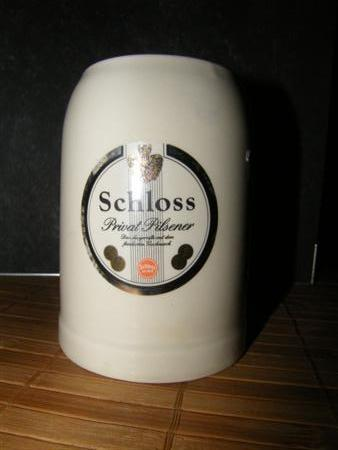
Krug der Schlossbrauerei
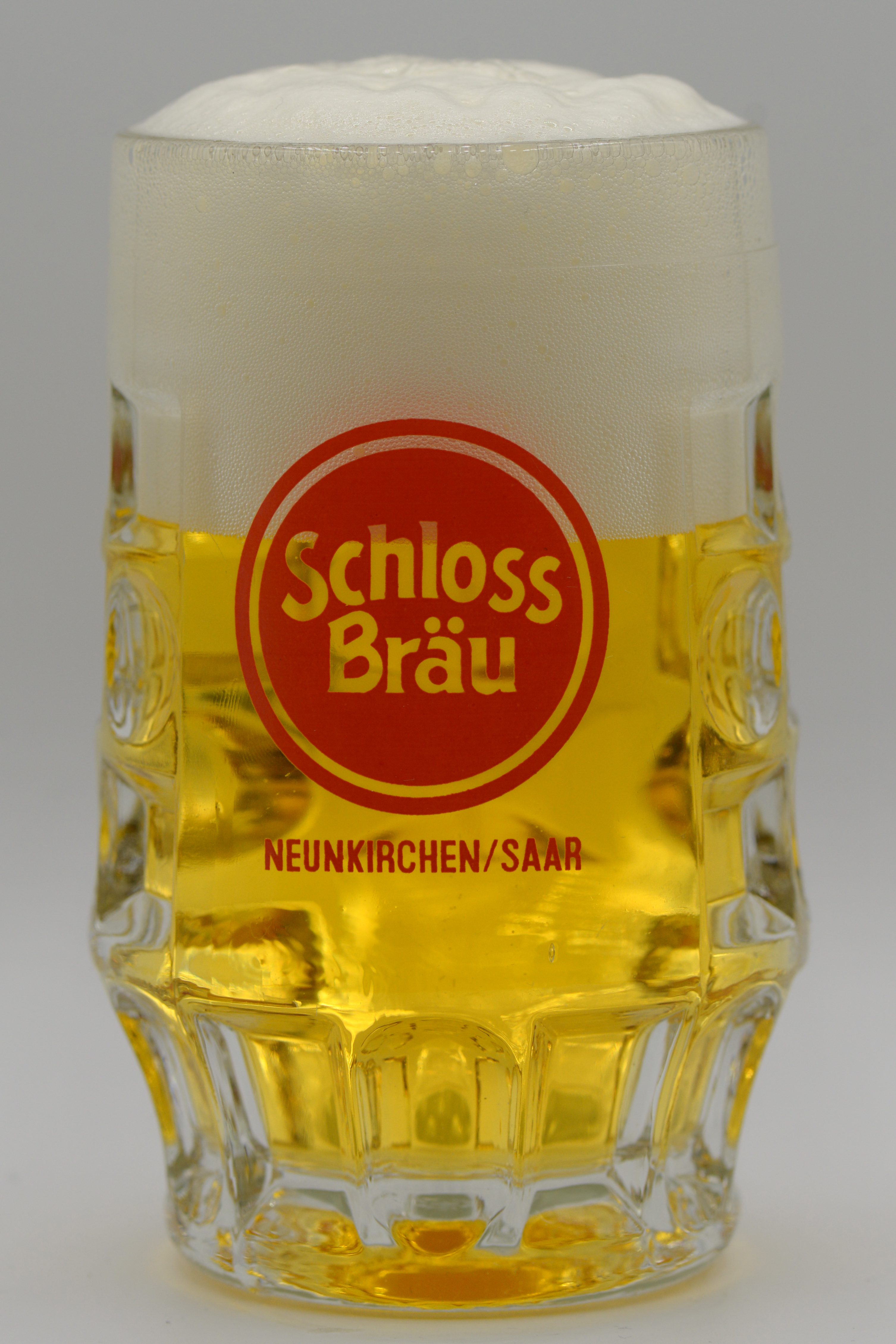
Humpen